# Chomelia spinosa
Chomelia spinosa är en måreväxtart som beskrevs av Nikolaus Joseph von Jacquin. Chomelia spinosa ingår i släktet Chomelia och familjen måreväxter. Inga underarter finns listade i Catalogue of Life.